# Pellenes levaillanti
Pellenes levaillanti är en spindelart som först beskrevs av Lucas 1846.  Pellenes levaillanti ingår i släktet Pellenes och familjen hoppspindlar. Inga underarter finns listade i Catalogue of Life.